# Havant (Schiff)
HMS Havant (H32) war ein Zerstörer der H-Klasse der britischen Royal Navy im Zweiten Weltkrieg. Das für die brasilianische Marine im Bau befindliche Schiff wurde unmittelbar nach dem Kriegsbeginn mit seinen fünf Schwesterschiffen von Großbritannien angekauft.
Die Havant war das Typschiff der brasilianischen Exportvariante der H-Klasse. Sie ging am 1. Juni 1940 bei der Evakuierung alliierter Truppen aus Dünkirchen verloren und sank nach drei Bombentreffern auf 51° 8′ N, 2° 16′ O.

## Geschichte des Schiffes
Das Schiff lief am 17. Juli 1939 bei J. Samuel White in Cowes, Isle of Wight, als Teil einer Klasse von sechs Zerstörern für die brasilianische Marine unter dem Namen Javary vom Stapel. Am 4. September 1939, also unmittelbar nach dem Kriegsbeginn, erwarb Großbritannien den Zerstörer, der sogleich in Havant umbenannt wurde und am 19. Dezember 1939 von der Royal Navy in Dienst gestellt wurde.
Auch die fünf Schwesterschiffe wurden bei Kriegsbeginn von Großbritannien erworben und von der Royal Navy in Dienst gestellt:
- Hurricane (H06), ex Japarua
- Hesperus (H57), ex Hearty, ex Juruena
- Harvester (H19) ex Handy, ex Jurua
- Highlander (H44), ex Juguaribe
- Havelock (H88), ex Jutahy

Die Neubauten für Brasilien unterschieden sich von den für die Royal Navy gebauten Schwesterschiffen durch das keilförmige, abgeschrägte Deckshaus, das Hereward und Hero zuerst erhielten und dann bei allen Neubauten ab der I-Klasse eingebaut wurde. Dazu hatten die für die brasilianische Marine vorgesehenen Zerstörer großzügiger gestaltete Wohnräume als die für die Royal Navy geplanten Bauten.
Sonst entsprachen die Havant und ihre fünf Schwesterschiffe weitgehend den Standardzerstörern der H-Klasse. Sie verdrängten 1400 t.l. (max. 1930 t.l.), waren 98,5 m lang, 10,1 m breit und hatten einen Tiefgang von 3,8 m. Drei Admiralitätskessel erzeugten den Dampf für die Parsons-Getriebeturbinen mit einer Leistung von 34.000 PS, die eine Geschwindigkeit von bis zu 35 Knoten ermöglichten. Der Treibstoffvorrat von 443 t.l. Treiböl gab ihnen eine Reichweite von bis zu 5500 Seemeilen bei einer Marschgeschwindigkeit von 15 Knoten. The Besatzung der Zerstörer bestand bei der Indienststellung 145 Mann.

Die Bewaffnung der für Brasilien vorgesehenen Schiffe umfasste bei der Indienststellung für die Royal Navy nur drei 4,7-inch-(120-mm)-L/45-Mk.IX-Kanonen. Zur Abwehr von Luftangriffen standen dazu zwei Vierfach-0,5-inch-Vickers-Mk.III-MGs zur Verfügung. Wie alle Zerstörer des Standardtyps sollten sie zwei Vierfach-21-inch-Torpedorohrsätze erhalten. Für den Einsatz bei der brasilianischen Marine sollten die die Schiffe ein kombiniertes Feuerleit- und Entfernungsmessgerät erhalten, das nicht erprobt war und bei der beschleunigten Fertigstellung in den ersten Kriegsmonaten nicht zur Verfügung stand. Die ersten fertigen Booten verfügten daher nur über Entfernungsmesser für die Hauptartillerie. Die Royal Navy verzichtete daher bei der Fertigstellung auf das Heckgeschütz und reduzierte die Hauptartillerie auf drei Geschütze. Der Heckbereich wurde für eine verstärkte Bewaffnung zur Abwehr von U-Booten genutzt und die Zerstörer mit zwei Abwurfschienen und vier Wasserbombenwerfern ausgerüstet. Dazu kamen 110 Wasserbomben an Bord.

## Einsätze
Die Havant wurde gemeinsam mit ihren früher brasilianischen Schwesterschiffen der 9. Zerstörerflottille zugewiesen, die zunächst U-Boot-Sicherungsdienst in den südwestlichen Zufahrtswegen zu den britischen Inseln versehen sollte. Havant war am 31. Januar 1940 als erstes Schiff der neuen Flottille in Plymouth einsatzbereit. Der Zulauf weiterer Schiffe erfolgte in den nächsten Monaten, so dass die ersten Schiffe mit anderen Einheiten zum Einsatz kamen.
Am 4. Februar ging der Zerstörer zusammen mit der Ardent und der Whitshed, die am 30. Januar an der Versenkung von U 55 beteiligt gewesen war, auf ihre erste Suchfahrt nach deutschen U-Booten.

Anfang April wurde der Zerstörer zur Home Fleet verlegt und lief am 12. nach Tórshavn, um die Situation auf den Färöern nach der deutschen Besetzung Dänemarks zu erkunden. Am 13. begleitete er den Schweren Kreuzer Suffolk, der Royal Marines zur Besetzung der Inseln transportierte. Ab dem 14. April wurde die Havant zur Sicherung alliierter Transporte nach Norwegen eingesetzt. Am 7. Mai von den Norwegeneinsätzen abgezogen, sicherte der Zerstörer die Überführung britischer Truppen auf der Franconia und Lancastria nach Island, welche die Vorkommandos der Royal Marines dort ablösen sollten (Operation Alabaster).

Am 25. aus Island zurückgekehrt, wurde der Zerstörer dann den Kräften zur Evakuierung des britischen Expeditionskorps in Frankreich (Operation Dynamo) zugeteilt.

### Das Ende derHavant
Ab dem 29. Mai 1940 wurde die Havant gemeinsam mit vielen anderen Schiffen bei der Evakuierung der um Dünkirchen eingekesselten alliierten Truppen eingesetzt. An den ersten drei Tagen konnte sie etwa 2300 Soldaten evakuieren.

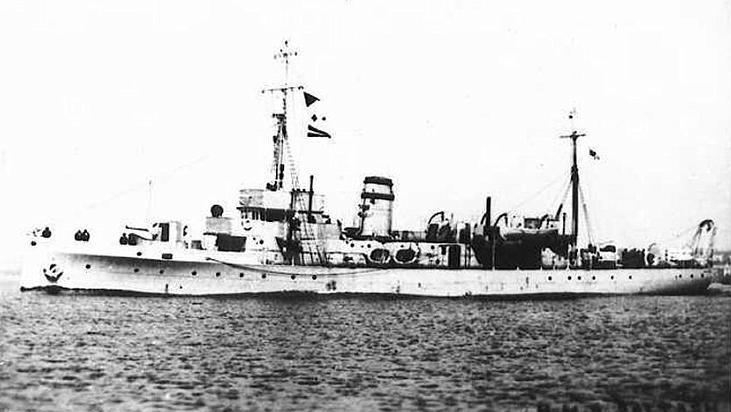
Der Minensucher Saltash

Am 1. Juni 1940 war das Schiff gerade voll beladen mit alliierten Truppen aus Dünkirchen ausgelaufen, als es von deutschen Stukas angegriffen wurde. Das Schiff erhielt drei direkte Bombentreffer. Aufgrund der Schäden in den Maschinenräumen war Havant nicht mehr manövrierfähig. Der Minensucher Saltash übernahm die Besatzung und die an Bord befindlichen Soldaten und versuchte, das Wrack abzuschleppen. Bei andauernden Luftangriffen musste die Saltash ihre Bemühungen abbrechen und versenkte die Havant. Acht Mann der Besatzung starben und 26 wurden zum Teil schwer verletzt. Wie viele der an Bord transportierten Soldaten starben, konnte nicht festgestellt werden.